# Lind & Co

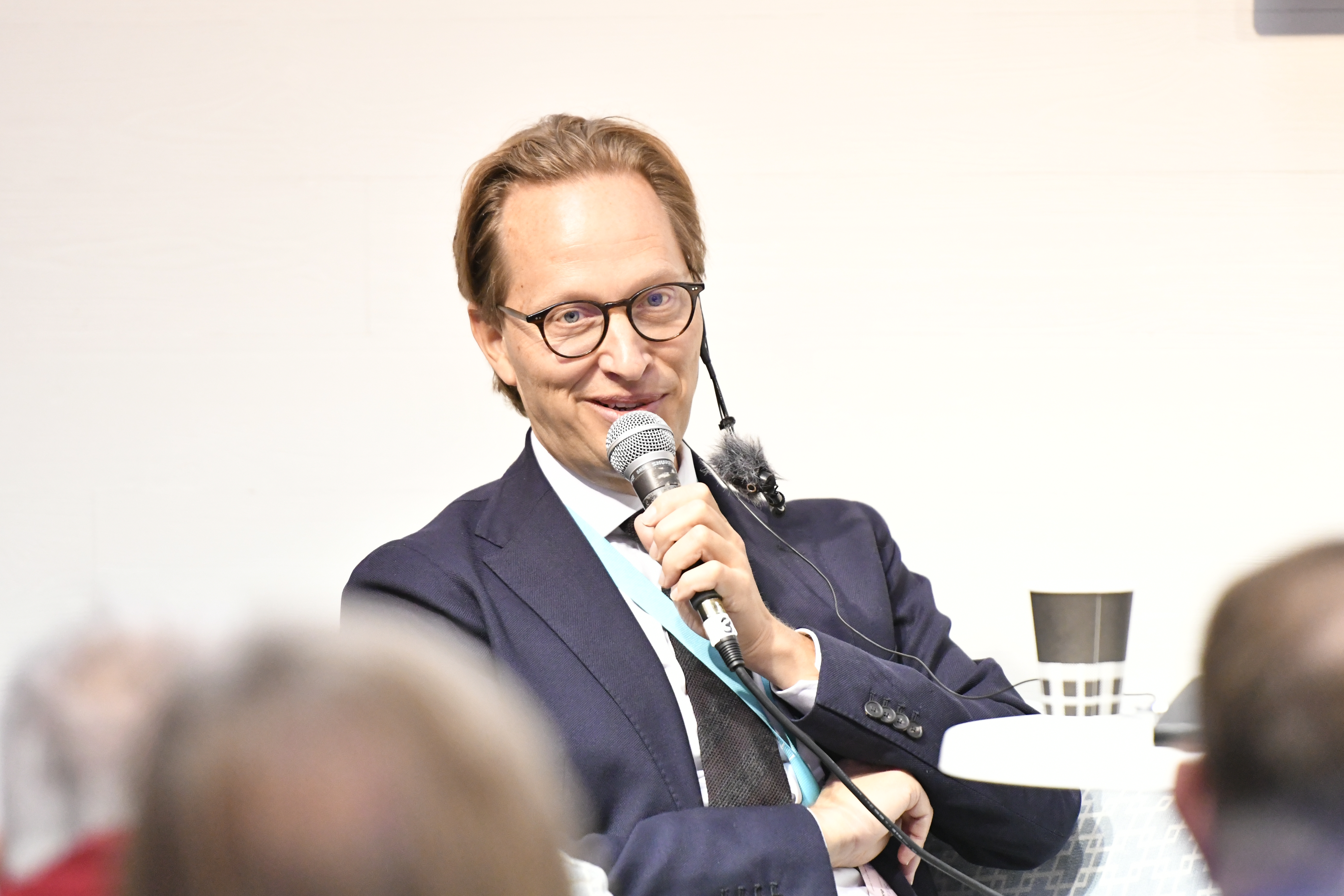
Kristoffer Lind på bokmässan i Göteborg 2024.

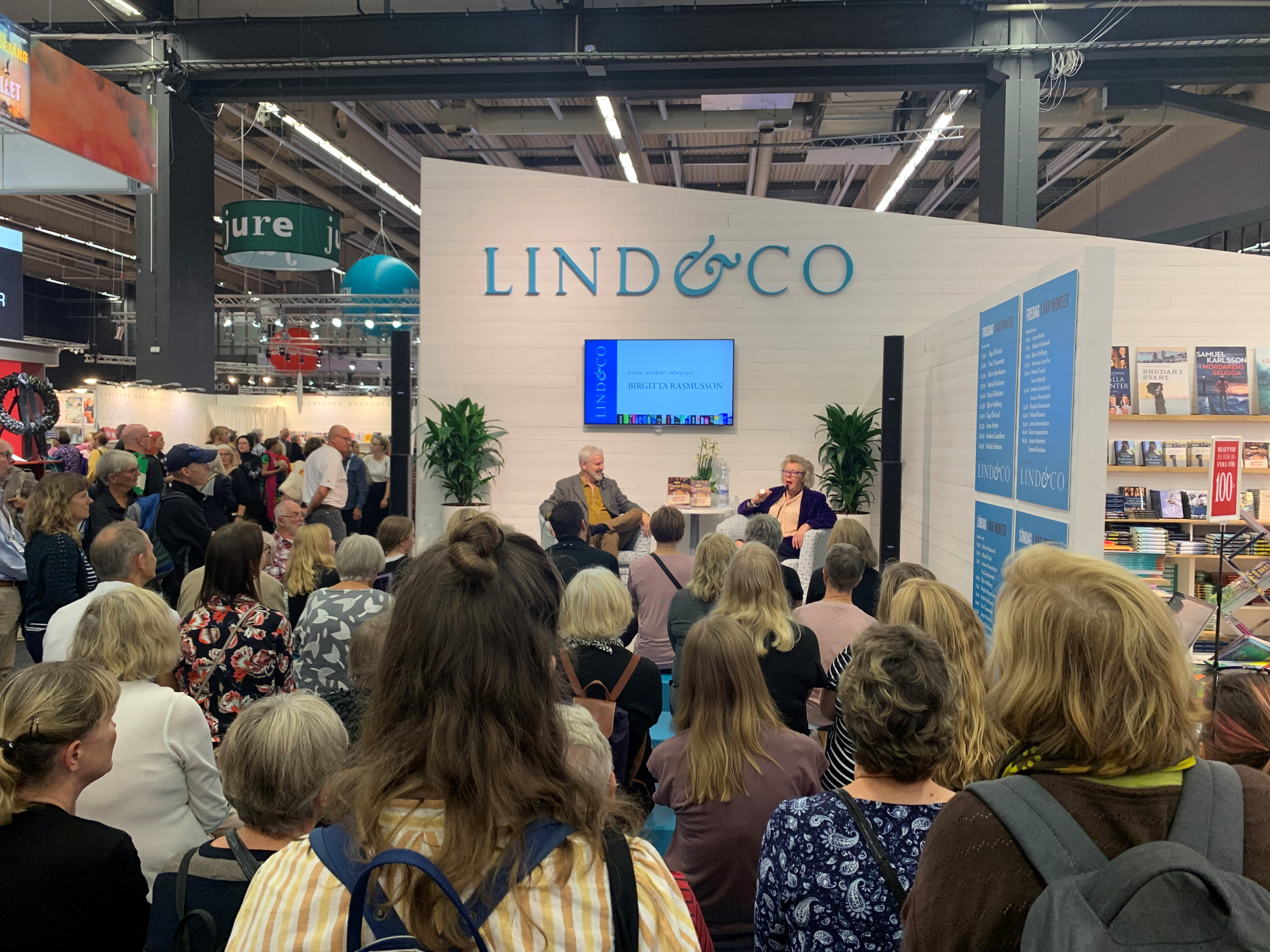
Lasse Winkler och Birgitta Rasmusson i Lind & Co:s monter på Bokmässan 2019.

Bokförlaget Lind & Co AB är ett svenskt förlag grundat 2001 av Kristoffer Lind.
Förlaget ger ut ett stort antal verk varje år, huvudsakligen skönlitterära titlar. Bland dessa märks exempelvis svenska författare som Tove Alsterdal, Dag Öhrlund, Mikael Ressem, Sofia Rutbäck Eriksson, Lovisa Wistrand, Susan Casserfelt och Björn Hellberg samt klassiker som Christa Wolf, Marguerite Duras och Leo Tolstoj. I september 2023 utgavs den debuterande författaren Faysa Idle. 
Hösten 2004 startades imprintet Känguru, ett förlag med inriktning på humor- och presentböcker, som gav ut cirka 20 böcker om året. Detta följdes 2006 av ytterligare ett imprint, Xstory, med sexhandböcker och erotisk litteratur. 
Dessutom har förlaget ägnat sig åt att köpa upp andra branschpartner som Grönköpings Veckoblad från Ordfront (2006) och Bokförlaget Fischer & Co, grundat av Tomas Fischer, tidigare känt som Författarförlaget (2007). I juli 2022 köpte Lind & Co Dar Al-Muna, ett förlag som i första hand ger ut barnböcker på arabiska.
Förlaget utger även ljudböcker på norska, finska, danska, polska, holländska och franska. Totalt publiceras cirka 700 ljudböcker om året.

## Uppköpt av Storytel 2021
I mars 2021 förvärvade Storytel 70 procent av förlaget. Kristoffer Lind fortsatte som vd och ägare av de resterande 30 procenten.